# Guasdualito
Guasdualito es una ciudad del estado Apure,Venezuela. Es un importante punto fronterizo entre este país y la ciudad de Arauca en Colombia para el intercambio comercial. Guasdualito es la segunda ciudad más importante del Estado Apure, después de San Fernando, al convertirse en el más grande centro petrolero de la región. Es la capital del municipio Páez en el Distrito Especial Alto Apure. Su población para 2023 es de 71 661 habitantes.

## Toponimia
Según algunos historiadores su nombre es de origen de una tribu de indios achaguas y deriva de una especie de gramíneas o bambú, conocida popularmente como guadua, guasdua o «guafa», especie de planta que se encuentra en la región. Se trata de una especie de bambú con cañas de menor diámetro que usaban como lanzas los soldados que acompañaban a Páez en la Guerra de la Independencia y después en la Campaña del Sur, cuando las afilaban en la punta y dada su dureza y ligereza constituía un arma terrible en los combates tal como señala Fernando Calzadilla Valdés.

## Historia
En principio, en el año de 1750 aparece en la historia un hato en los alrededores de Guasdualito y para el año 1765 se considera un centro poblado y no se conoce hasta los actuales momentos quien sirvió de pionero; lo que sí se conoce es que entre 1771 y 1772 lo refundó Don José Ignacio del Pumar y Traspuesto, mejor conocido por el Rey Carlos III de España como el Marqués de las Riberas del Boconó y del Masparro, Vizconde del Pumar. 
La región de los llanos occidentales del Estado Apure estuvo habitada originalmente por diversas parcialidades indígenas, que posteriormente fueron reducidas y agrupadas en comunidades por el coronel Don José Ignacio del Pumar, con la colaboración de frailes dominicos y agustinos durante la época colonial. 
Para el año 1787, existen registros que indican la existencia de nueve hatos, una población aproximada de 728 habitantes y una ganadería compuesta por alrededor de 15 000 cabezas de ganado vacuno, lo cual refleja el establecimiento de una estructura agropecuaria en consolidación en la región.

### Guerra de Independencia
La guerra de Independencia tuvo un impacto considerablemente negativo en el crecimiento demográfico y en la estructura económica de diversas poblaciones del estado Apure. Factores como los movimientos migratorios forzados, el bandidaje y la apropiación de ganado por parte de los ejércitos republicano y realista redujeron de forma significativa el potencial productivo de la región. A ello se sumaron las enfermedades endémicas propias del conflicto armado, que agravaron las condiciones sanitarias y sociales. 

#### Operación republicana en Guasdualito (1815)
A comienzos del año 1815, una tropa de 1 200 jinetes al mando del oficial patriota Francisco Olmedilla partió desde la región del río Arauca con el objetivo de sorprender a las fuerzas realistas establecidas en la población de Guasdualito, donde se encontraban apenas 600 soldados del bando español. La operación resultó en la muerte de 300 efectivos realistas y la captura de otros 228, constituyendo una importante victoria táctica para el ejército republicano en los llanos apureños. Las tropas de Fernando Figueredo querían ejecutar a los prisioneros, pero Páez, que era comandante de escuadrón, pidió clemencia a Figueredo y consiguió no solo salvar a los prisioneros, sino hacerlos pasar a combatir con la tropa republicana. Las tropas republicanas permanecieron un tiempo en Guasdualito procurando reclutar más gente, pero con poco éxito porque la población rechazaba el terror usado por Figueredo y Olmedilla.
Las tropas realistas volverían a tomar control la zona en varias oportunidades, pero serían finalmente rechazadas por las tropas comandadas por Páez.

Monumento a la Batalla de Guasdualito.

### Venezuela tras la independencia
De acuerdo con los archivos de la Casa Cural, el 16 de julio de 1845 sus habitantes empezaron a emigrar a las orillas del Río Sarare, pero otros historiadores dicen que fue en 1830, 1832; sus habitantes empezaron a emigrar a las orillas del Río Sarare en búsqueda de mejores condiciones para el comercio fluvial y la pesca. El nuevo caserío fue conocido con el nombre de Periquera. Posteriormente la población es trasladada al sitio denominado Corozal, en 1866, pero allí duró escasamente un año, pues regresó a su asentamiento original. 
Según Codazzi, en Guasdualito había para 1841 unos 450 indios "reducidos". La villa de Guasdualito estaba rodeada de esteros y terrenos anegados. El geógrafo consideraba que la villa estaba destinada a prosperar por su favorable localización.
Durante el gobierno de Antonio Guzmán Blanco la ciudad fue elevada al grado de Departamento, pues ya residían en el centro poblado más de 3.000 personas distribuidas en 586 casas. 

Plaza Bolívar de Guasdualito década de los 40's

Durante los siguientes años continuó el crecimiento de la población y su desarrollo económico basado en las actividades pecuarias, hasta la actualidad.

Avenida Miranda de Guasdualito en 1949

## Política
Guasdualito es administrada políticamente por el Distrito Especial Alto Apure, del cual es la capital. La ciudad es el asiento de la alcaldía de Páez, la alcaldía del Alto Apure, y de una oficina de representación de la gobernación del Estado Apure.
En Guasdualito existe un grave problema de contrabando, al igual que otras ciudades fronterizas con Colombia.

## Economía

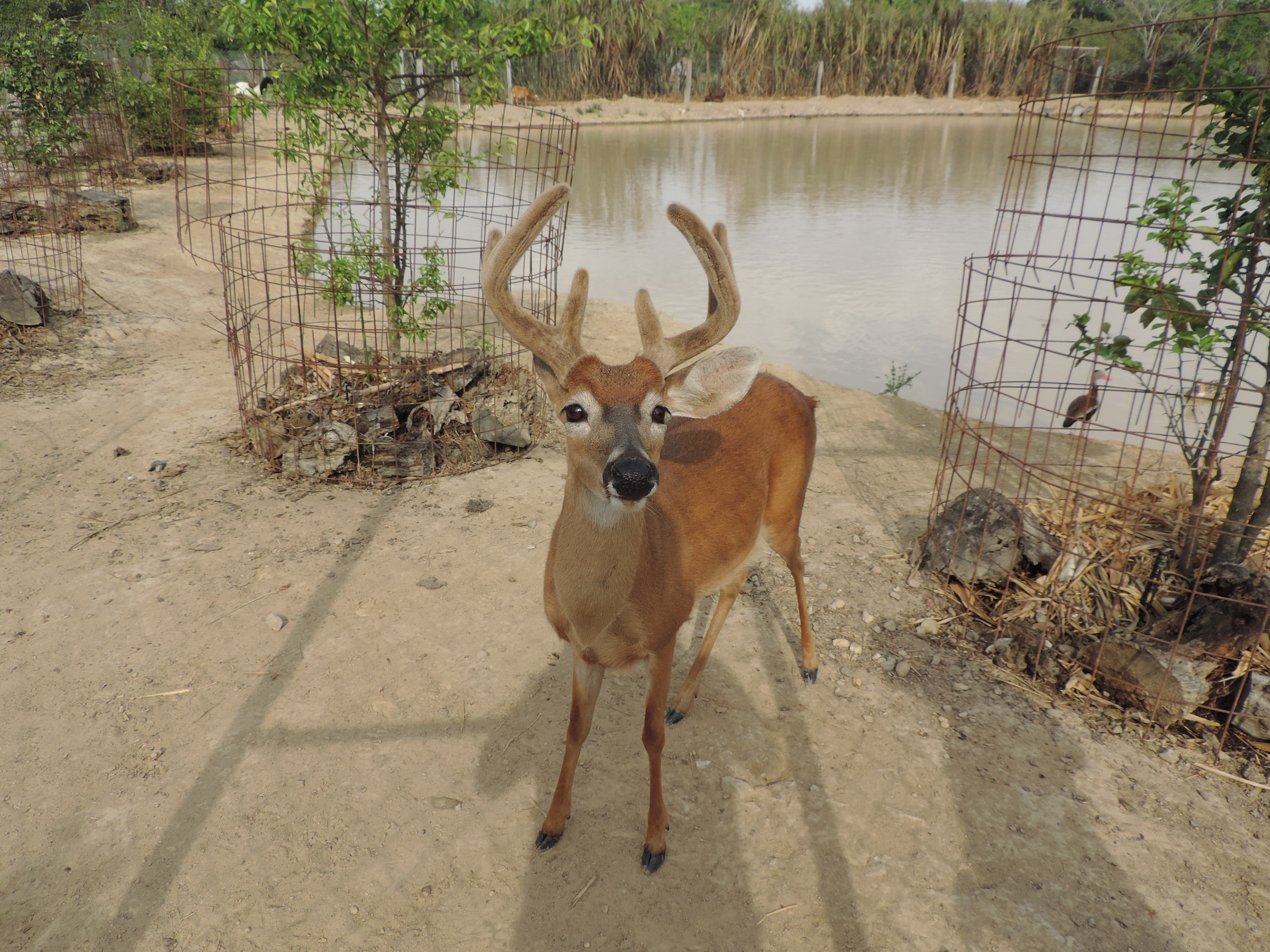
Venado en una Finca de Guasdualito

La economía de la región se basaba principalmente en la ganadería y cierta agricultura de subsistencia. Además, la población ha sido punto para el comercio con Colombia.

## Infraestructura

### Vías de comunicación
La carretera Troncal 5 que sale de San Cristóbal se extiende por la carretera nacional de oeste a este hasta Guasdualito. Desde Guasdualito la carretera nacional se extiende hacia el oriente hasta conectar con Elorza. De la carretera nacional sale un tramo hacia el sur para conectar Guasdualito con El Amparo de Apure y a través del puente internacional, con la ciudad colombiana de Arauca.

### Salud
En Guasdualito hay un hospital público, llamado en honor al militar José Antonio Páez, además de dos centros de diagnóstico integral. Y dos Centro Clínico de servicios privado.

### Educación
La ciudad tiene una treintena de escuelas básicas, más de seis liceos, un liceo técnico industrial y tres colegios.
Cuenta con un núcleo de la Universidad Nacional Experimental De Los Llanos "UNELLEZ" y de la Universidad Nacional Abierta "UNA".

## Medios de comunicación

### Medios de Noticias Digitales
- Lo Que Hay Con Victor Virigay,

### Televisión
- Impacto TV.
- HCTV.
- Bolivariana TV.
- Alto Apure TV.
- Apure TV
- Imparcial TV
- Bethel TV.
- Morrones TV.

### Radios
- rhema 97.5.fm
- Radio Nacional de Venezuela 88.1 FM (RNV)
- Frontera 91.9fm
- Imaginación 99.5fm
- Guasdualito Estéreo 98.3fm
- Fe y Alegría 620am
- Periquera 101.7fm
- PDVSA 94.3 FM
- Alto Apure Estéreo 102.7fm
- Páez Radio 98.3fm
- Extrema 88.7fm
- Faro Luz 92.7fm
- Oxígeno 93.5fm
- 101.5fm
- La Voz Internacional 106.9fm
- Kairo 88.5 Fm
- Radio Cristiana Internacional RDC

### Impresos
- Revista Tolvaneras

## Tradición, Cultura y Costumbres

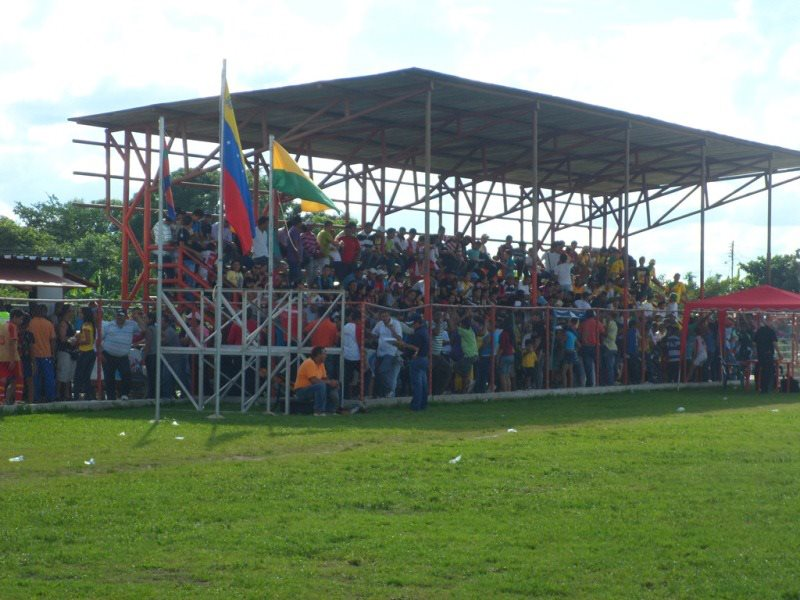
Estadio José Rigoberto Neiva de Guasdualito, Estado Apure

Para Año Nuevo la comunidad se concentra en las ribera del Río Sarare, principal río de la región, que ofrece distintos balnearios en los cuales se lleva a cabo la diversión y disfrute tanto de adultos como de niños, niñas y adolescentes. De igual forma otro grupo de la comunidad celebra estas fechas en familia en las zonas rurales cercanas a la población visitando hatos, haciendas y fundos; donde se festeja al ritmo de una parranda llanera al son del arpa, cuatro y maraca.
En época de carnavales se llevan a cabo las tradicionales "Fiestas Carnestolendas del Gamero", celebradas en el barrio o comunidad que lleva su mismo nombre. Pues las condiciones de playa y tranquilidad que ofrece el Río Sarare permite realizar diferentes eventos en la zona. Conciertos, amaneceres llaneros, eventos deportivos, desfiles de carrozas, entre muchas más.
En Semana Santa tienen lugar eventos como el juego del trompo, la zaranda, eventos criollos, manifestaciones gastronómicas de la región, el domingo de ramos,  procesión al santísimo Nazareno, lavadura de los pies, el viacrucis del viernes santo, sábado de gloria con la bendición del agua y fuego.
El 16 de julio se organizan las ferias patronales. En octubre tienen lugar las fiestas del distrito. Hay, además, torneos de toros coleados durante todo el año.
Las fiestas de la llaneridad se celebra el 21 de Diciembre, dónde encuentran articulados todos los sectores agricolas aledaños a Guasdualito con el objetivo de fortalecer la cultura venezolana en el referido territorio, por lo que la Alcaldía de Páez reúne a poetas, cantantes, músicos y artistas, que basan sus trabajos en estas manifestaciones culturales. 
Es importante destacar que esta feria, en su quinta edición, alcanzó el nivel nacional, puesto que incluyó a concursantes de más de siete estados del país. En la feria también se incluyen el primer clásico ciclistitico la vuelta a Guasdualito, de la cuál ha alcazando  proyección nacional en el calendario; también el alpargatazo y una cabalgata de más de 1.200 caballos, haciendo de este recreativo, la cuál se ha posicionado cómo la cabalgata más grande del país y que en el 2023 buscara será propuesta en el récords Guinnes.

## Sitios de interés
- El Amparo de Apure.
- Catedral Nuestra Señora del Carmen
- Ateneo de Guasdualito
- Plaza Bolívar
- Complejo Ferial de Guasdualito
- Monumento al Generalísimo José Antonio Páez
- Campo de la Batalla de Guasdualito (Pueblo Viejo)
- Iglesia Retorno de Cristo
- El Gamero
- Liceo Fernando Calzadilla Valdés
- Colegio Santa Rosa de Lima
- Colegio Adventista Mariscal Sucre
- Casa de la Cultura Herminia Pérez.
- Los chinchorros
- Campo de Batalla de la Miel
- Manga de coleo Bravos del Alto Apure